# 畢打行

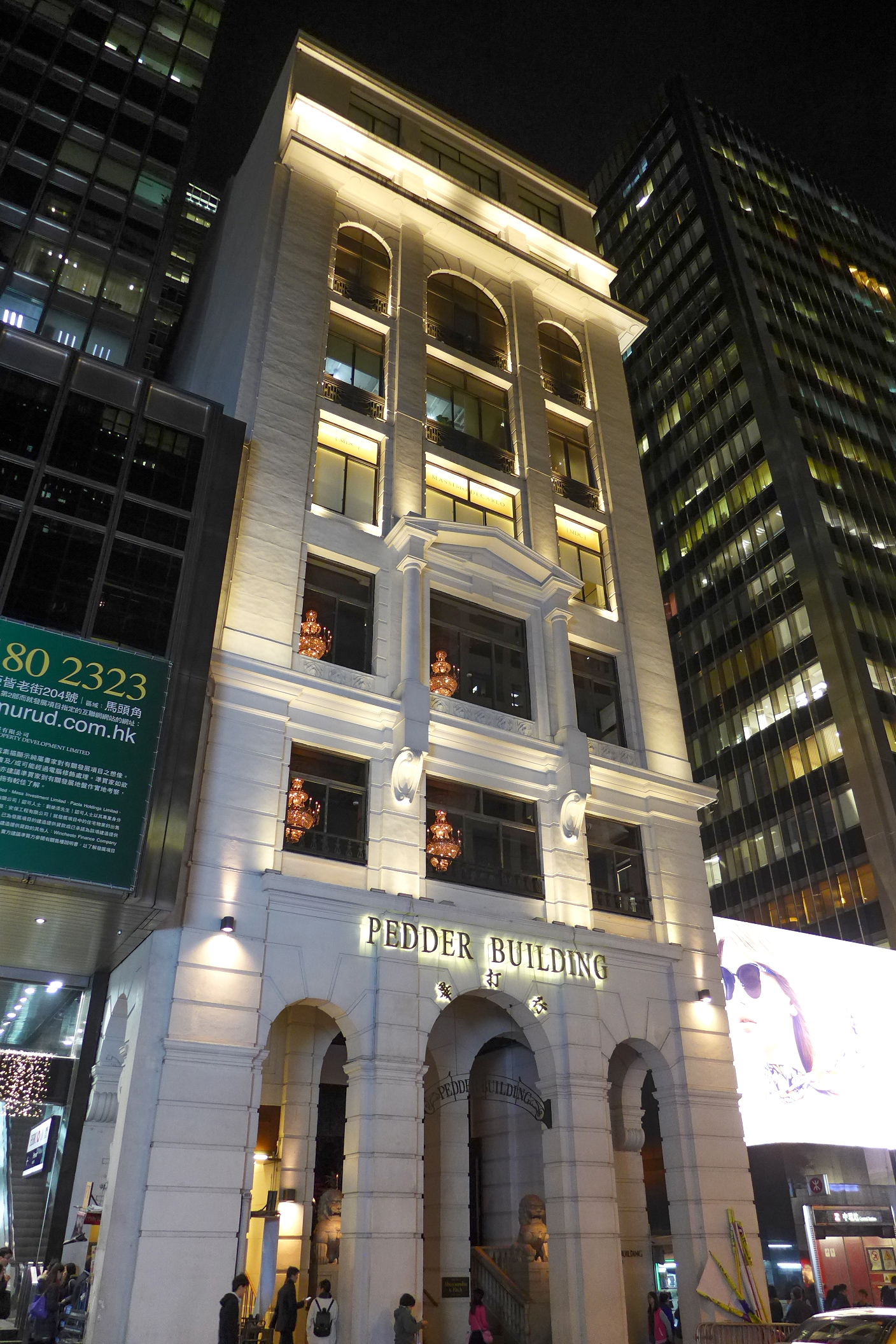
晚上的畢打行

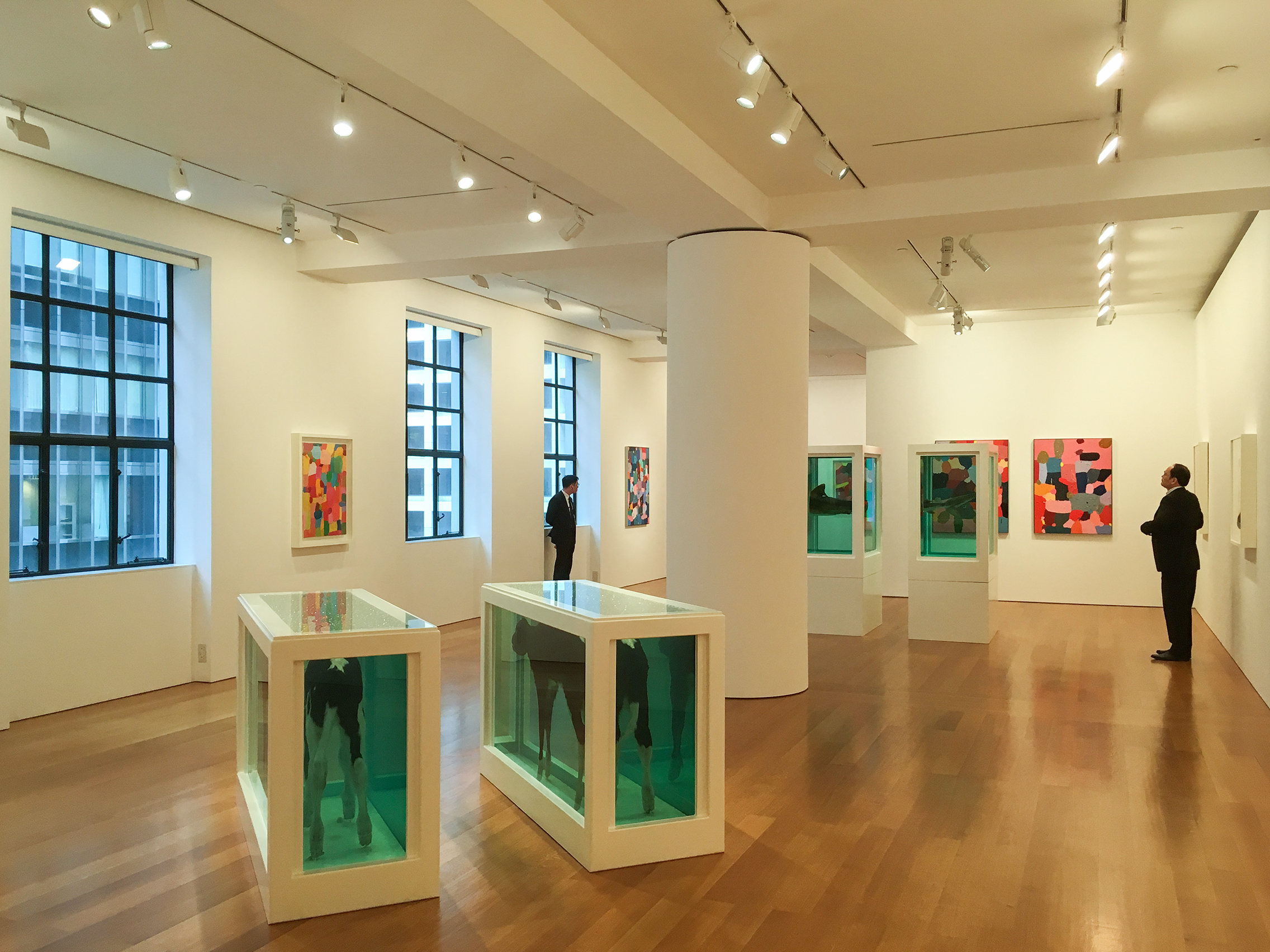
7樓高古軒畫廊展覽空間

畢打行，舊稱必打行，位於香港中西區中環畢打街12號。畢打行建於1923年（一指1932年），是香港一座歷史悠久的商業建築物，也是畢打街最後尚存的戰前建築，已被古物古蹟辦事處列為一級歷史建築。

## 歷史
畢打行為一棟9層高建築物，由巴馬丹拿建築師行設計，並與鄰近的華人行和皇后戲院同於1924年落成。
大樓原先由蘇錫忠先生擁有，於1926年轉讓給伍華先生，直到1962年由霍英東旗下的泰記隆有限公司購入至今。
建築早於1981年被列為二級歷史建築，再於2020年9月10日改列為一級歷史建築。

## 設計
畢打行的設計採用新古典主義建築元素，於畢打街正門設有拱形門廊、有柱式騎樓及雕刻裝飾，大樓內的欄杆亦已有80多年的歷史。

## 店舖
伍華接手後初期，主要由外資的航運公司以及捷成洋行（Jebsen）租用。到了日佔時期，租戶轉為日資及華資公司；二戰結束後地下曾進駐多間銀行。
1994年港商鄧永鏘投資1.2億元開設首間上海灘分店，到2011年3月由美國品牌服裝 Abercrombie & Fitch 以700萬元承租地下至3樓合共1.27萬方呎樓面，分店於2012年8月11日開業，2017年3月結業後一直空置。；而上層則開設多間時裝店、藝術展覽空間及仁德醫療中心，霍英東家族的霍文遜及多位醫生在此執業。
從2011年起，多間畫廊先後進駐，例如漢雅軒（2011至2020年），令畢打行成為中環首座直立式的畫廊商廈。據測量師估值，畢打行現值32億港元。

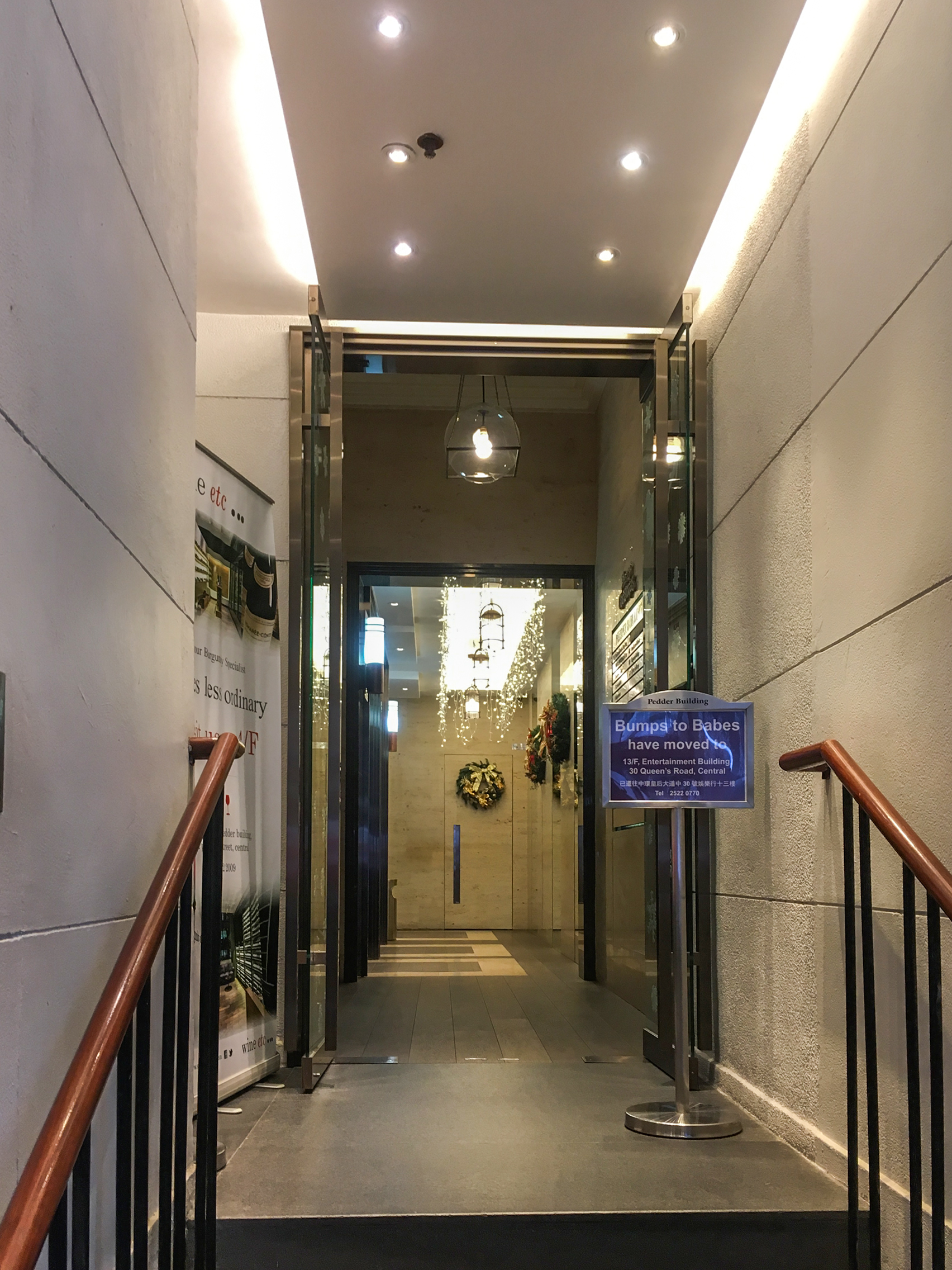
入口大堂
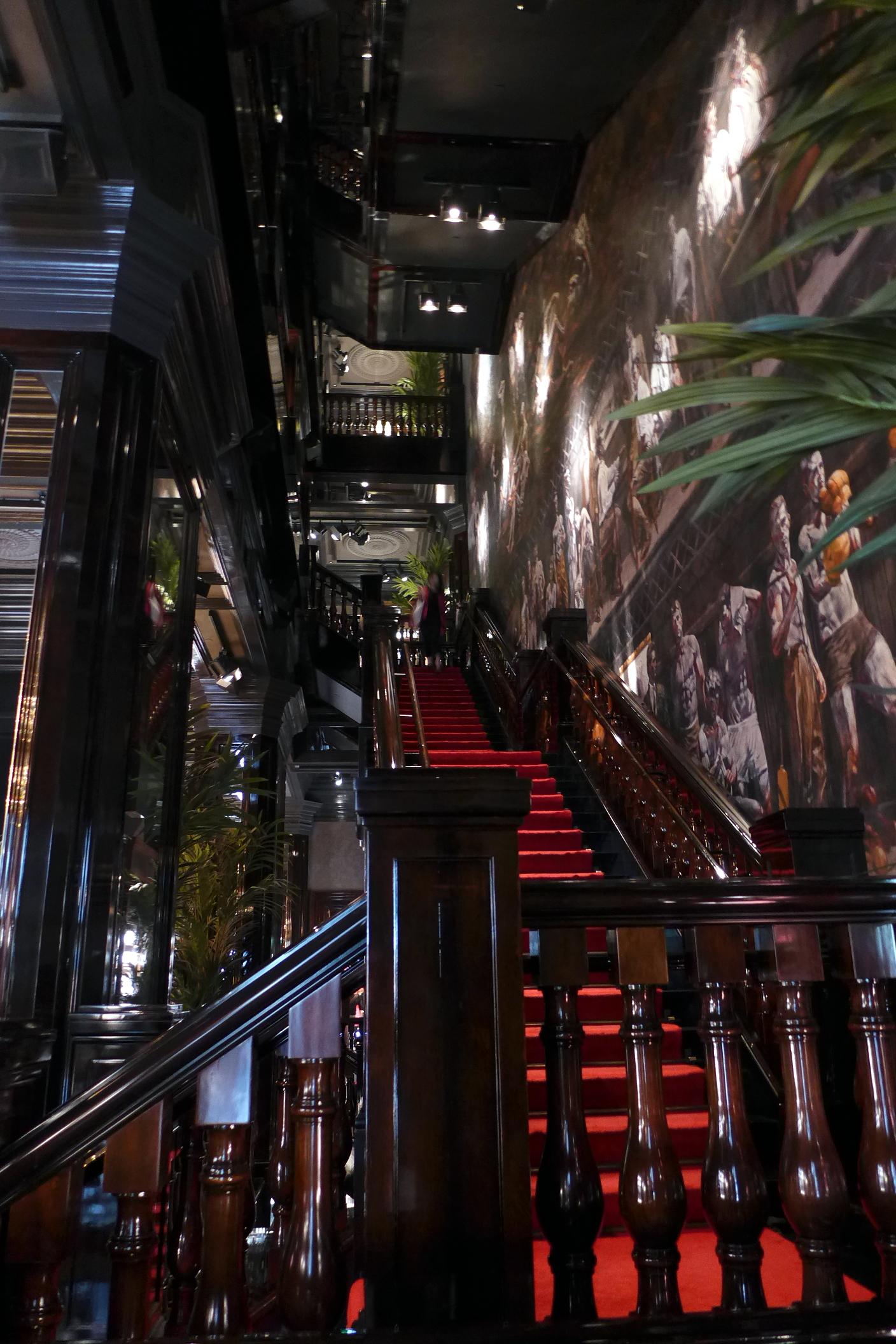
畢打行Abercrombie & Fitch內的木樓梯
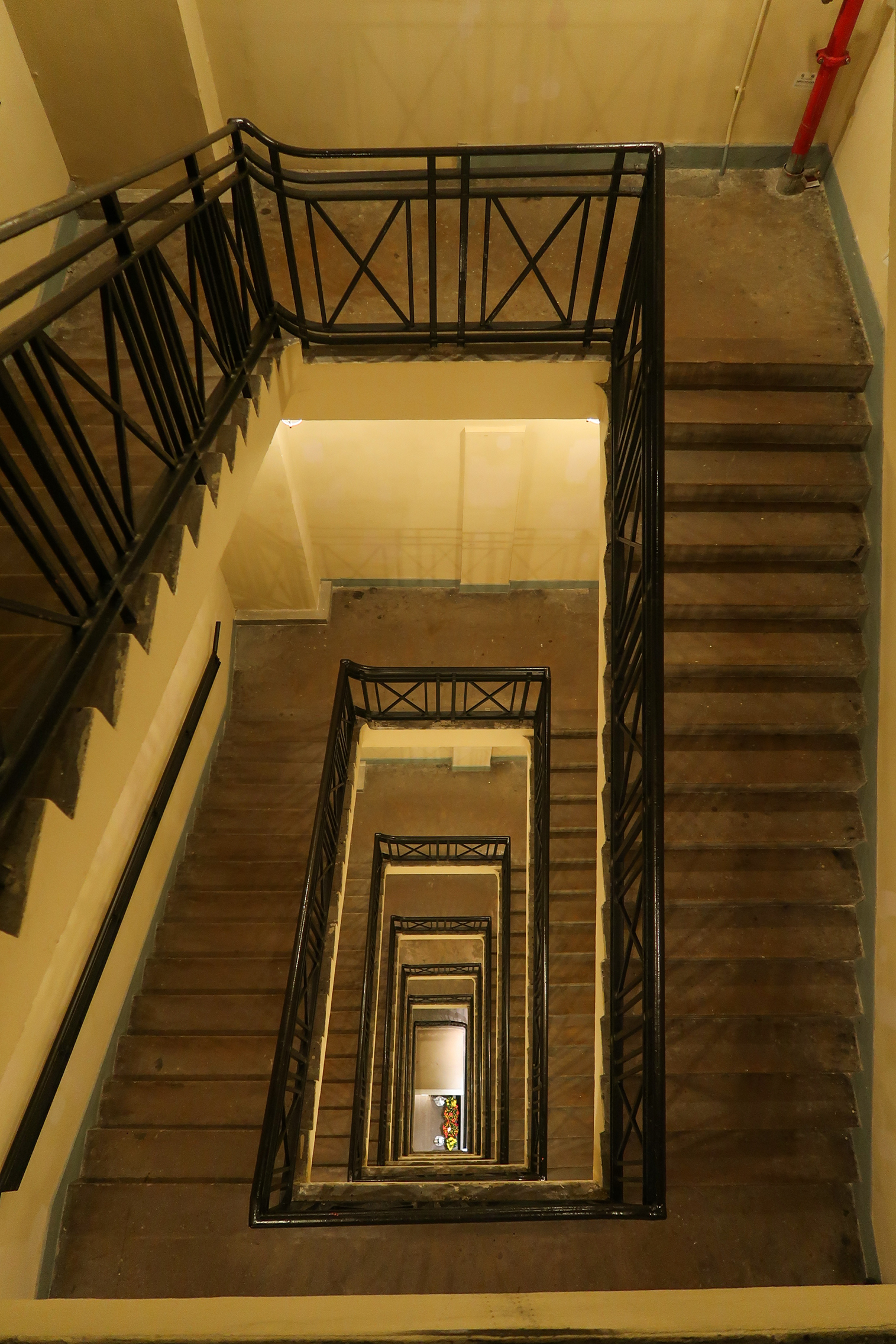
後樓梯

## 交通
港鐵
- █  荃灣綫、 █  港島綫：中環站

## 鄰近
- 畢打街
- 戲院里
- 中建大廈
- 怡安華人行
- 陸海通大廈

## 外部連結
- 古物古蹟辦事處：畢打行 （页面存档备份，存于）
- 80私樓列歷史建築或被禁重建 全港496項建築 諮詢保存方案 （页面存档备份，存于），明報，2007年1月9日